# Phyllophaga macrocera
Phyllophaga macrocera är en skalbaggsart som beskrevs av Bates 1888. Phyllophaga macrocera ingår i släktet Phyllophaga och familjen Melolonthidae. Inga underarter finns listade i Catalogue of Life.